# Leões da Mocidade
A Sociedade Recreativa Beneficente e Cultural Escola de Samba Leões da Mocidade é uma escola de samba da cidade de Curitiba, que foi fundada em 17 de Abril de 2007.

## História
Sendo uma dissidência da Mocidade Azul, na sua estréia a escola fez uma homenagem a um dos maiores símbolo da cidade de Curitiba, a Boca Maldita, sagrando-se campeã do Grupo de acesso do carnaval curitibano.
Em 2009, homenageou a cidade de Juazeiro do Norte.
No ano de 2011, trouxe o sonho da casa própria como enredo, obtendo a quarta e última colocação, no entanto, naquele ano, não houve rebaixamento.
Em 2012 contratou Netinho Mocidade, até então intérprete de sua madrinha Mocidade Azul.Sendo seus dois melhores resultado na Historia da Escola conquistados com Nétinho Mocidade sendo titular no carro de som,o primeiro lugar no acesso e o segundo lugar no especial em 2012,pois o titulo foi dividido entre Academicos da Realeza e Mocidade Azul.

## Segmentos

### Presidentes
| Nome                      | Mandato              | Ref.  |
| ------------------------- | -------------------- | ----- |
| Mário Cândido de Oliveira | 17/4/2018-atualidade | [ 2 ] |

### Diretores
| Ano  | Diretor de Carnaval | Diretor geral de harmonia | Mestre de bateria | Ref.  |
| ---- | ------------------- | ------------------------- | ----------------- | ----- |
| 2015 |                     |                           | Ewerton Fernando  | [ 2 ] |
| 2016 |                     |                           | Ewerton Fernando  |       |
| 2018 |                     |                           | Sesóstris Filipe  |       |
| 2019 |                     |                           | Sesóstris Filipe  |       |

### Casal de Mestre-sala e Porta-bandeira
| Ano       | Nome                     | Ref.  |
| --------- | ------------------------ | ----- |
| 2008      | Vanessa Valery & Marcelo |       |
| 2009-2018 | 1º Wannelly e Jeandro    | [ 2 ] |
| 2018      | 2º Diego e Ana Bianca    |       |

### Rainhas de bateria
| Período   | Nome              | Ref.  |
| --------- | ----------------- | ----- |
| 2008-2018 | Ana Paula Martins | [ 2 ] |
| 2019      | Fran Loiola       |       |

## Carnavais
| Ano  | Colocação | Grupo | Enredo |  | Carnavalesco                  | Ref.         |
| ---- | --------- | ----- | --- |  | ----------------------------- | ------------ |
| 2008 | Campeã    | B     | E por falar em vocês |  | Kauê Miron e Amil Junior      |              |
| 2009 | 3º lugar  | A     | Do seu povo, sua glória... O Nordeste passa por aqui |  | Amil Junior                   | [ 1 ] [ 3 ]  |
| 2010 | 3º lugar  | A     | Curitiba e seu tempo louco de tudo tem um pouco |  | Amil Junior                   | [ 4 ]        |
| 2011 | 4º lugar  | A     | De um sonho, a realidade que se deu, um lugar para chamar de seu                                                                                            |  | Amil Junior e Marlene Carmelo | [ 5 ]        |
| 2012 | 2º lugar  | A     | Vem dançar Comigo Intérprete:Netinho Mocidade |  | Marlene Carmelo               | [ 6 ]        |
| 2013 | 4º lugar  | A     | Kolody para o mundo, Helena para os amigos - Um centenário dedicado a poesia                                                                                |  | Kauê Miron                    | [ 7 ]        |
| 2014 | 4º lugar  | A     | Meus tambores anunciam: Sorria, você está na Bahia |  |                               | [ 8 ] [ 9 ]  |
| 2015 | 3º lugar  | A     | Ciganos: Origens, Histórias, Lendas e Tradição Compositores:Alex de Souza e Panelão. Intérpretes:Leandro Moraes, Vinícios Reis, Eduardo Noá e Amanda Cortes |  | Marlene Monte Carmelo         | [ 2 ] [ 10 ] |
| 2016 | 3º lugar  | A     | Cinema na Avenida |  | Marlene Carmelo               |              |
| 2017 |           |       | Não desfilou |  |                               |              |
| 2018 | 4ºLugar   |       | Peabiru, Yvi Mara'ey... Eu vou pelo caminho do Sol |  | Marcio Marins                 |              |
| 2019 |           | A     | Partituras em Preto e Branco, no Prelúdio Erudito e Popular de Waltel                                                                                       |  | Fábio Bento                   |              |